# Nati nel 1913/Aprile
| Questa pagina contiene informazioni ricavate automaticamente dalle voci biografiche con l'ausilio del template Bio e di un bot. L'aggiornamento è periodico e automatico e ricostruisce completamente la pagina. Se manca una persona in questa lista, sei pregato di non aggiungerla, ma accertati piuttosto che la sua voce biografica contenga il template Bio e che i dati anagrafici siano correttamente compilati. Se il template Bio manca, inseriscilo tu stesso o, in alternativa, metti l'avviso {{tmp\|Bio}} che ne segnala la mancanza. Se i dati riportati sono sbagliati, correggi direttamente la voce biografica; le modifiche saranno visibili in questa lista entro pochi giorni. Per chiarimenti vedi il progetto biografie. La lista contiene solo le 135 persone che sono citate nell'enciclopedia e per le quali è stato implementato correttamente il template Bio. Pagina aggiornata al 18 lug 2025. |

- 1º aprile - Alessandro Ferraù, giornalista e sceneggiatore italiano († 1994)
- 1º aprile - Claudio Sartori, musicologo e bibliografo italiano († 1994)
- 2 aprile - Benny Lynch, pugile scozzese († 1946)
- 3 aprile - Per Borten, politico norvegese († 2005)
- 3 aprile - Armando Di Tullio, aviatore e militare italiano († 1940)
- 3 aprile - David Markham, attore britannico († 1983)
- 3 aprile - Jan Mikusiński, matematico polacco († 1987)
- 3 aprile - Elaine Shepard, attrice e giornalista statunitense († 1998)
- 4 aprile - Howard Cable, cestista statunitense († 1995)
- 4 aprile - Gina Galeotti Bianchi, partigiana italiana († 1945)
- 4 aprile - Rosemary Lane, attrice e cantante statunitense († 1974)
- 4 aprile - Frances Langford, cantante e comica statunitense († 2005)
- 4 aprile - Folke Lind, calciatore svedese († 2001)
- 4 aprile - Jules Léger, diplomatico e politico canadese († 1980)
- 4 aprile - Giuseppe Nano, organista e compositore italiano († 1992)
- 4 aprile - Muddy Waters, cantautore e chitarrista statunitense († 1983)
- 4 aprile - Jerome Weidman, librettista e commediografo statunitense († 1998)
- 5 aprile - Edoardo Alfieri, scultore italiano († 1998)
- 5 aprile - Nicolas Grunitzky, politico togolese († 1969)
- 5 aprile - Ruth Smith, pittrice faroese († 1958)
- 5 aprile - Aroldo Soffritti, militare e aviatore italiano († 1977)
- 5 aprile - Griselda Álvarez, politica, scrittrice e attivista messicana († 2009)
- 6 aprile - Adriano Buzzati Traverso, genetista e biofisico italiano († 1983)
- 6 aprile - Bertalan Béky, calciatore ungherese († 2007)
- 6 aprile - Mauro Fondi, pittore italiano († 1988)
- 6 aprile - Andrea Gerbolini, militare italiano († 1943)
- 6 aprile - Carlos Guimard, scacchista argentino († 1998)
- 6 aprile - Julie Schmitt, ginnasta tedesca († 2002)
- 7 aprile - Attilio Bagnolini, militare italiano († 1936)
- 7 aprile - André Ballatore, militare e aviatore francese († 1997)
- 7 aprile - Jean Carmen, attrice statunitense († 1993)
- 7 aprile - Louise Currie, attrice statunitense († 2013)
- 7 aprile - Anna Hill Johnstone, costumista statunitense († 1992)
- 7 aprile - Hans Liljedahl, tiratore a volo svedese († 1991)
- 7 aprile - Vittorio Moietta, vescovo cattolico italiano († 1963)
- 7 aprile - Arturo Politi, ceramista, scultore e pittore italiano († 1977)
- 7 aprile - Charles Vanik, politico statunitense († 2007)
- 8 aprile - Sourou-Migan Apithy, politico beninese († 1989)
- 8 aprile - Nina Batalli, pittrice italiana († 1993)
- 8 aprile - Mary Ann Campana, aviatrice italiana († 2009)
- 8 aprile - Bruno Marton, antifascista e politico italiano († 1988)
- 8 aprile - Anwar Mesbah, sollevatore egiziano († 1998)
- 8 aprile - Robert Charles Zaehner, storico delle religioni e orientalista inglese († 1974)
- 9 aprile - Aleksanteri Saarvala, ginnasta finlandese († 1989)
- 10 aprile - Jan Arvan, attore statunitense († 1979)
- 10 aprile - Duke Dinsmore, pilota automobilistico statunitense († 1985)
- 10 aprile - Stefan Heym, scrittore tedesco († 2001)
- 10 aprile - Ernie Mills, pistard britannico († 1972)
- 10 aprile - Bob Osborne, cestista e allenatore di pallacanestro canadese († 2003)
- 11 aprile - Gino Ambrosio, calciatore italiano († 1992)
- 11 aprile - Oleg Cassini, stilista e costumista francese († 2006)
- 11 aprile - Ettore Perego, ginnasta italiano († 2013)
- 12 aprile - Štefan Biró, calciatore ungherese († 1954)
- 12 aprile - Fritz Fromm, pallamanista tedesco († 2001)
- 12 aprile - Keiko Fukuda, judoka giapponese († 2013)
- 13 aprile - Dave Albritton, altista e politico statunitense († 1994)
- 13 aprile - Antonio Andrés Sancho, ciclista su strada spagnolo († 1985)
- 13 aprile - Gyula Csikós, calciatore ungherese († 1992)
- 13 aprile - Leon Battista Gaburri, inventore italiano († 1994)
- 13 aprile - Masatoshi Nakayama, karateka giapponese († 1987)
- 13 aprile - Bruno Pilat, militare italiano († 2006)
- 14 aprile - Livio Franceschini, cestista e pittore italiano († 1975)
- 14 aprile - John Howard, attore statunitense († 1995)
- 14 aprile - Athos Maestri, aviatore italiano († 1942)
- 14 aprile - Matej Bor, scrittore e drammaturgo sloveno († 1993)
- 15 aprile - Bärbel Inhelder, psicologa svizzera († 1997)
- 15 aprile - István Klimek, calciatore rumeno († 1988)
- 15 aprile - Mirko Kokotović, calciatore e allenatore di calcio jugoslavo († 1988)
- 15 aprile - Allen Lein, docente statunitense († 2003)
- 15 aprile - Augusto Vanarelli, pittore, scultore e designer italiano († 1980)
- 16 aprile - Pietro Barilla, imprenditore italiano († 1993)
- 16 aprile - Lucienne Delyle, cantante francese († 1962)
- 16 aprile - Antonio del Giudice, arcivescovo cattolico italiano († 1982)
- 16 aprile - Les Tremayne, attore, doppiatore e conduttore radiofonico britannico († 2003)
- 17 aprile - Zack Clayton, cestista e arbitro di pugilato statunitense († 1997)
- 17 aprile - Dorothy Dearing, attrice e ballerina statunitense († 1965)
- 17 aprile - Paul Langton, attore statunitense († 1980)
- 18 aprile - Lenore Aubert, attrice statunitense († 1993)
- 18 aprile - Raimondo Novich Rabionet, religioso spagnolo († 1936)
- 18 aprile - Robert Oubron, ciclista su strada e ciclocrossista francese († 1989)
- 18 aprile - Eduard Schweizer, teologo svizzero († 2006)
- 19 aprile - Ken Carpenter, discobolo statunitense († 1984)
- 19 aprile - Ivan Kawaciuk, violinista cecoslovacco († 1966)
- 20 aprile - Ernest Bour, direttore d'orchestra francese († 2001)
- 20 aprile - Willi Hennig, biologo, entomologo e zoologo tedesco († 1976)
- 20 aprile - Giovanni Enrico Hoepli, editore e regista italiano († 2006)
- 20 aprile - Tsutomu Ōyokota, nuotatore giapponese († 1970)
- 20 aprile - Roger Rochard, mezzofondista francese († 1993)
- 20 aprile - Dick Wessel, attore statunitense († 1965)
- 21 aprile - Milivoj Ašner, poliziotto croato († 2011)
- 21 aprile - Nello Bechelli, calciatore e allenatore di calcio italiano
- 21 aprile - Richard Beeching, fisico e ingegnere britannico († 1985)
- 21 aprile - Giovanni Cassandro, giurista e politico italiano († 1989)
- 21 aprile - Maud Galtier, tennista francese († 2014)
- 21 aprile - Josef Meinrad, attore austriaco († 1996)
- 21 aprile - Norman Parkinson, fotografo inglese († 1990)
- 21 aprile - Kai-Uwe von Hassel, politico tedesco († 1997)
- 22 aprile - Pier Giacomo Castiglioni, architetto e designer italiano († 1968)
- 22 aprile - Bertil Malmberg, filologo e linguista svedese († 1994)
- 23 aprile - Diosa Costello, attrice statunitense († 2013)
- 23 aprile - Jan Meyerowitz, compositore, direttore d'orchestra e pianista tedesco († 1998)
- 23 aprile - Vincenzo Soro, dirigente sportivo, allenatore di calcio e calciatore italiano († 2010)
- 24 aprile - Paul Esser, attore tedesco († 1988)
- 24 aprile - Celestina Faron, religiosa polacca († 1944)
- 24 aprile - Lee Loevinger, magistrato e avvocato statunitense († 2004)
- 24 aprile - Marc-René Novi, fumettista e sceneggiatore francese († 2022)
- 24 aprile - Enzo Rosa, calciatore italiano († 1994)
- 25 aprile - Earl Bostic, sassofonista statunitense († 1965)
- 25 aprile - Russ Conway, attore canadese († 2009)
- 25 aprile - Franco Jamonte, attore italiano († 2003)
- 25 aprile - Santiago Jiménez Sr., fisarmonicista e compositore statunitense († 1984)
- 26 aprile - André Ambroise, cestista francese († 1974)
- 26 aprile - Bruno Leoni, filosofo, giurista e politologo italiano († 1967)
- 26 aprile - Mario Visintini, militare e aviatore italiano († 1941)
- 27 aprile - Philip Hauge Abelson, fisico statunitense († 2004)
- 27 aprile - Giuseppe Busso, progettista italiano († 2006)
- 27 aprile - Giovanni Cracco, militare italiano († 1943)
- 27 aprile - Luz Long, lunghista e triplista tedesco († 1943)
- 28 aprile - Reg Butler, scultore inglese († 1981)
- 28 aprile - Mathieu Cardynaels, ciclista su strada belga († 2001)
- 28 aprile - Luisa Gallotti Balboni, politica italiana († 1979)
- 28 aprile - Rudolf Geiter, calciatore austriaco († 1978)
- 28 aprile - Giovanni Antonio Rocco, religioso italiano († 2003)
- 29 aprile - Edgar Ablowich, velocista statunitense († 1998)
- 29 aprile - Astro Galli, allenatore di calcio e calciatore italiano († 1996)
- 29 aprile - Hans Martin, ciclista su strada svizzero († 2005)
- 30 aprile - Américo Belloto Varoni, violinista e direttore d'orchestra argentino († 1965)
- 30 aprile - Víctor Latou, cestista uruguaiano († 2002)
- 30 aprile - Werner Meyer-Eppler, fisico belga († 1960)
- 30 aprile - Takao Nakae, cestista giapponese
- 30 aprile - Enrique Soladrero, calciatore spagnolo († 1976)
- 30 aprile - Raymond Stasse, schermidore belga († 1987)
- 30 aprile - Yasuo Suzuki, calciatore giapponese († 2000)
- 30 aprile - Elmar Tepp, calciatore estone († 1943)
- 30 aprile - Elmo Williams, montatore, produttore cinematografico e regista statunitense († 2015)